# Malayotyphlops hypogius
Malayotyphlops hypogius är en ormart som beskrevs av Savage 1950. Malayotyphlops hypogius ingår i släktet Malayotyphlops och familjen maskormar. Inga underarter finns listade i Catalogue of Life.
Denna orm hittades på ön Cebu i Filippinerna. Den exakta fyndplatsen och habitatet är okända. Antagligen gräver Malayotyphlops hypogius i marken. Honor lägger troligtvis ägg.
Beståndet hotas troligtvis av skogsröjningar. IUCN kategoriserar arten globalt som otillräckligt studerad.